# Cal Panxo
Cal Panxo és un edifici de Calafell (Baix Penedès) protegit com a bé cultural d'interès local.

## Descripció

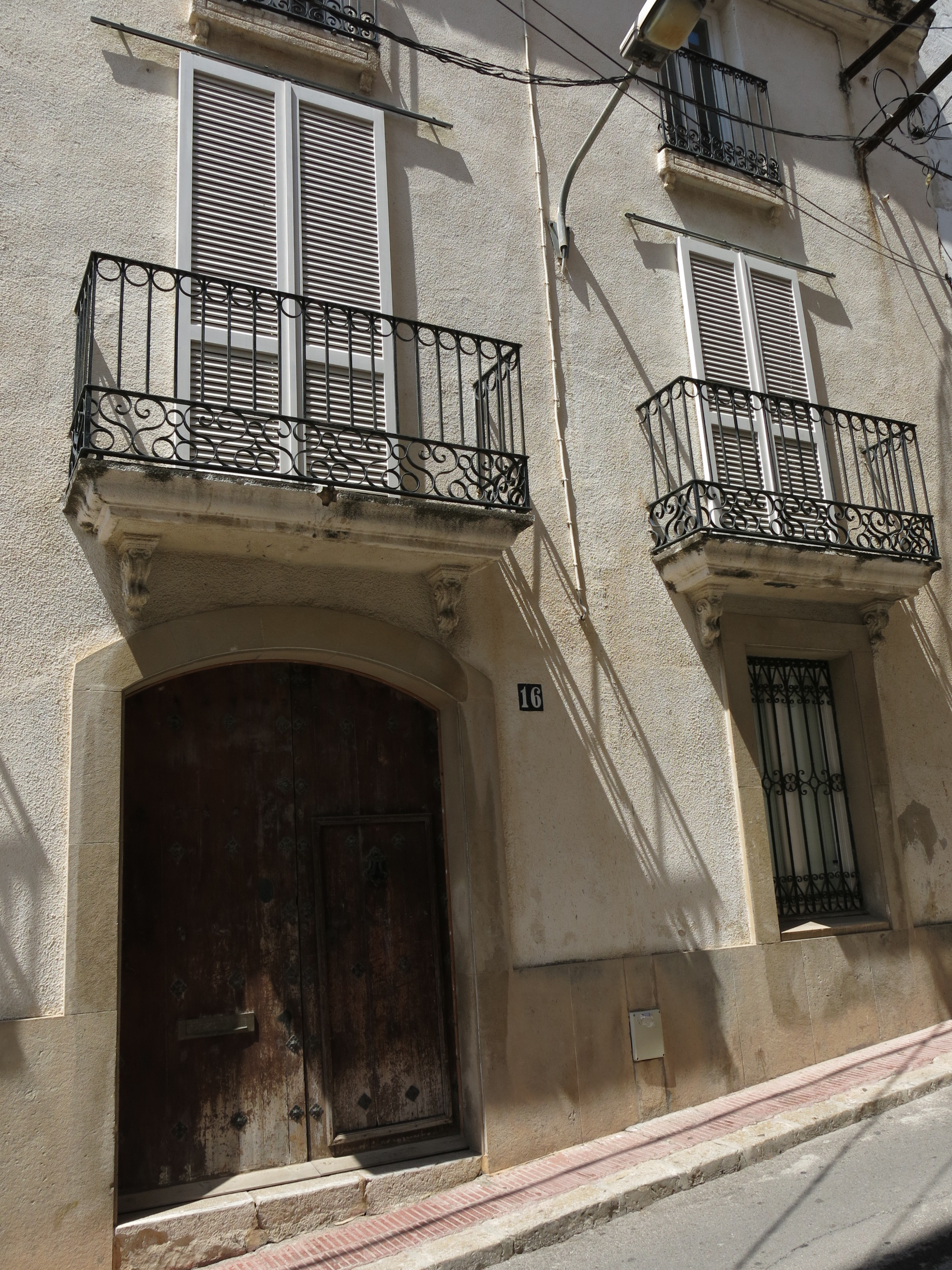
El portal

Es tracta d'un edifici entre mitgeres de planta rectangular amb un pati a la part posterior. Consta de planta baixa i dues plantes pis. La façana principal s'articula a partir d'eixos de simetria. A la planta baixa hi ha, centrat, un portal d'arc escarser i dues finestres rectangulars amb reixa decorada. Aquestes obertures són emmarcades amb pedra. Hi ha un sòcol del mateix material. Al primer pis hi ha tres balcons amb llosana motllurada de pedra i unes cartel·les petites de ceràmica. Les baranes dels balcons són fetes amb barrots verticals que arranquen d'un sòcol d'elements curvilinis. A la segona planta també hi ha tres balcons, per força més petits. A la part superior de la façana hi ha una cornisa motllurada i, al seu damunt, un ampit format per pilastres d'obra, probablement de maó, i balustres ornamentals de ceràmica. La façana mostra un revestiment que va ser aplicat en època contemporània. La porta és de dues fulles, de fusta, amb una portella en una d'elles. Els balcons de la primera planta tenen persiana de llibret.
Al pati posterior, tocant al carrer Clos del Becu hi ha un cos annex construït en època contemporània. El sistema constructiu és de tipus tradicional amb murs de càrrega i sostres unidireccionals, probablement de bigues de fusta. Els murs són, probablement, de maçoneria unida amb morter de calç i les obertures de fàbrica i maó massís. Les llosanes dels balcons són de pedra tallada i els elements decoratius de terrissa.

## Història
El carrer de Mar va anar creixent seguint el traçat del camí-torrent anomenat camí de Mar, la primera referència del qual és de 1768. Aquest edifici va ser construït durant la segona meitat del segle xviii i va ser modificat dins la segona meitat del segle xix, adquirint l'aparença actual. Durant el segle xx van executar-se diverses intervencions, una d'elles durant la dècada dels anys 50 a la façana.